# Franz Konrad von Schrottenberg
Franz Konrad Freiherr von Schrottenberg (* 27. Mai 1755 in Bamberg; † 7. September 1829 ebenda) aus dem Adelsgeschlecht Schrottenberg war Beamter im Hochstift Bamberg.

## Leben
Von Schrottenberg war der Sohn des bambergischen Obristen Carl Dietrich Emmeran (1716–1758) und dessen Ehefrau Maria Anna Josepha geborene von Hornstein sowie Enkel des Generals Otto Philipp von Schrottenberg (1681–1738). Von Schrottenberg war mit Maria Anna von Hartersdorf verheiratet und hatte zehn Kinder.
Ein Jahr nach dem Tod seines Vaters starb auch der Onkel Lothar Carl von Schrottenberg (1708–1759) kinderlos und Franz Konrad wurde Erbe des Familienfideikommiss Reichmannsdorf mit Schloss und den Orten Untermelsendorf, Obermelsendorf und Eckersbach. Er erwarb zusätzlich die Rittergüter Marbach, Voccawind, Allertshausen und Eckartshausen.
In der Familie Schrottenberg war die Stelle des Oberamtmanns im Amt Lichtenfels erblich gewesen. Da er beim Tod seines Onkels erst vier Jahre alt war, konnte er diese Stelle nicht einnehmen. Er besuchte das Gymnasium in seinem Geburtsort Bamberg und studierte danach Rechtswissenschaften in Bamberg, Würzburg und Wetzlar. 1775 wurde er fürstlicher Hofkavalier sowie Hofrat mit Sitz und Stimme auf der adeligen Bank. 1777 folgte seine Ernennung zum fürstlichen Kämmerer. 
1778 erklärte der Ritterkanton Franz Konrad von Schrottenberg als volljährig. 1790 wurde er zum Oberamtmann im Amt Burgebrach ernannt. 1794 trat er die Stelle eines katholischen Ritter-Rats am Steigerwald an. Im Folgejahr wurde er fürstlicher Geheimer Rat. Nach einer Audienz bei Franz II. im Zuge von Verhandlungen über einen Güterkauf in Österreich erhielt er 1801 auch die Würde eines kaiserlich-königlichen österreichischen Kämmerers. 1802 wurde er zum bambergischen Hofmarschall ernannt. Daneben war er Oberamtmann im Amt Schönbrunn. Er trug die Titel eines kaiserlichen Rates und eines Kurmainzer und eines Bamberger Geheimrats. Als die Ritterschaft Frankens nach der Säkularisation Widerstand leistete, wurde er 1804 aus politischen Gründen zum Landmarschall der bayrisch fränkischen Ritterschaft befördert. Er lehnte es aber ab, diese Stelle ohne Zustimmung des Reichsoberhaupts anzutreten und erhielt daher nach seiner Pensionierung ein Ruhegehalt, das seinem früheren Einkommen entsprach.
Franz Konrad von Schrottenberg wird in zeitgenössischer Literatur als gebildeter Mann beschrieben, der umfangreiche Kenntnisse auf dem Gebiet der Kunst und Kunstgeschichte besaß. Er trug seit seiner Jugend eine Sammlung an Kupferstichen zusammen, die jedoch durch in seinem Haus 1796/1800 einquartierte Franzosen teilweise zerstört wurde. Um 1790 unterstützte er als Territorialherr den Porzellandreher Johann Gottlieb Ehregott Gottbrecht († 1795) bei der Gründung einer Porzellanfabrik in Reichmannsdorf, die unter dessen Erben besonders in nachnapoleonischer Zeit erfolgreich war und bis 1867 existierte.